# Elizabeth van Saksen

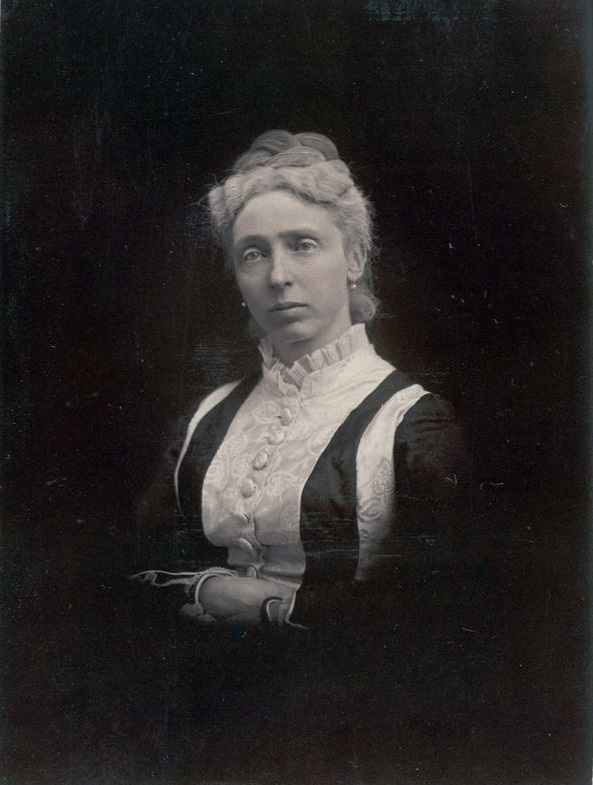
Prinses Elizabeth van Saksen

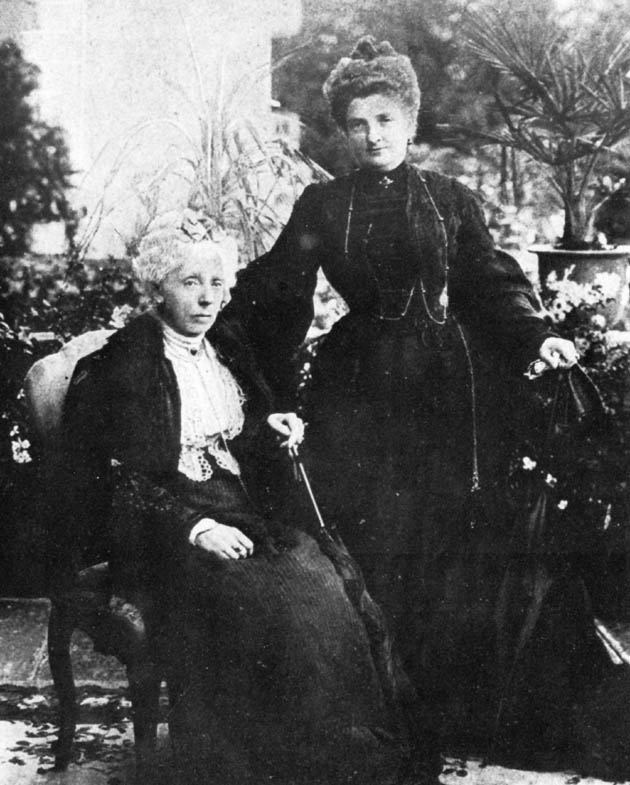
Elisabeth met haar dochter Margaretha, de koningin van Italië

Maria Elizabeth Maximiliana Ludovica Amalie Franciska Sophie Leopoldine Anna Baptista Xaveria Nepomucena van Saksen (Dresden, 4 februari 1830 - Stresa, 14 augustus 1912), was een Saksische prinses uit het Huis Wettin.
Ze was het derde kind en de tweede dochter van de Saksische koning Johan van Saksen en Amalie Auguste van Beieren. Zij was een nichtje van zowel de Oostenrijkse keizer Frans Jozef I als van diens echtgenote Elisabeth. 
Op 22 april 1850 trad ze in het huwelijk met Ferdinand Maria van Savoye, een zoon van de Sardijnse koning Karel Albert en een jongere broer van de latere Italiaanse koning Victor Emanuel II. Uit het huwelijk werden de volgende kinderen geboren:
- Margaretha (20 november 1851-4 januari 1926), later getrouwd met koning Umberto I van Italië  (1844-1900) en degene naar wie de pizza Margherita is vernoemd;
- Thomas (6 februari 1854-15 april 1931), later getrouwd met Isabella Marie Elizabeth van Beieren (1863-1924).

Een jaar na de geboorte van het jongste kind overleed haar man. In 1856 hertrouwde Elizabeth, beneden haar stand, met een Italiaanse edelman. Uit dat huwelijk kwamen geen kinderen voort. Ze vestigden zich in een villa aan het Lago Maggiore, waar de prinses in 1912 overleed.